# Le Livre de mon ami

Le Livre de mon ami est un livre de souvenirs d'Anatole France paru en 1885.
Le livre est divisé en plusieurs parties. La première conte plusieurs souvenirs d’enfance d’un double littéraire d’Anatole France appelé Pierre Nozière. La seconde raconte des souvenirs d’un père sur l’enfance de sa fille Suzanne. Dans une dernière partie, France fait dialoguer trois personnages sur l’origine et le sens des contes de fées.
L'auteur explique à la fin de sa vie son rapport avec ce double autobiographique dans la préface de La Vie en fleur, publié en 1922, deux ans avant sa mort :
« Ce livre fait suite au Petit Pierre, publié il y a deux ans. La Vie en fleur conduit mon ami jusqu’à son entrée dans le monde. Ces deux tomes, auxquels on peut joindre Le Livre de mon ami et Pierre Nozière, contiennent, sous des noms empruntés et avec quelques circonstances feintes, les souvenirs de mes premières années. Je dirai à la fin de ce volume comment j’ai été amené à user de dissimulation pour publier ces souvenirs fidèles. »

## Consultation du livre
- Lire le fichier DjVu de l'édition : Paris, Calmann-Lévy, 1923.